# Ji So-yun
Ji So-yun (* 21. Februar 1991) ist eine südkoreanische Fußballnationalspielerin. Sie wurde im Jahr 2013 als Asiens Fußballspielerin des Jahres ausgezeichnet. Sie ist Rekordtorschützin und Rekordspielerin der südkoreanischen Nationalmannschaft.

## Karriere

### Verein
Jis Karriere als professionelle Fußballspielerin begann beim japanischen Erstligisten INAC Kōbe Leonessa, mit dem sie von 2011 bis 2013 dreimal in Folge das Double aus japanischer Meisterschaft und Kaiserinnenpokal errang. Zur Saison 2014 wechselte sie zum englischen Erstligisten Chelsea LFC, mit dem sie in ihrer ersten Spielzeit die Meisterschaft in der FA WSL lediglich aufgrund der schlechteren Tordifferenz gegenüber dem Liverpool LFC verpasste. Dies gelang dann aber 2015, 2017 und 2017/18. Zudem gewann sie mit den Blues den Pokal in der Saison 2014/15 und 2017/18. Mit Chelsea nahm sie an der UEFA Women’s Champions League 2015/16, 2016/17, 2017/182018/19 und 2020/21 teil. Zum Zeitpunkt des COVID-19-Pandemie-bedingten Abbruchs der FA Women’s Super League 2019/20 war Chelsea Zweiter, hatte aber die beste Quote und wurde daraufhin zum Meister erklärt. Mit den Londonerinnen unterlag sie in der Saison 2020/21 im Champions-League-Finale den Spielerinnen des FC Barcelona mit 0:4. In 28 CL-Spielen erzielte sie sechs Tore.

### Nationalmannschaft
Ji debütierte bereits als Fünfzehnjährige am 30. Oktober 2006 in einem Länderspiel gegen Kanada in der südkoreanischen Nationalmannschaft. In der Folge spielte sie zunächst jedoch auch für Nachwuchsnationalmannschaften des südkoreanischen Fußballverbandes und nahm unter anderem an der U-17-Fußball-Weltmeisterschaft der Frauen 2008 und der U-20-Fußball-Weltmeisterschaft der Frauen 2010 teil, wo sie als zweitbeste Spielerin mit dem silbernen Ball ausgezeichnet wurde. Bei der Fußball-Asienmeisterschaft der Frauen 2014 belegte Ji mit Südkorea den vierten Platz. An der Fußball-Weltmeisterschaft 2015 nahm sie ebenfalls teil und absolvierte alle Gruppenspiele Südkoreas. Gegen Costa Rica gelang ihr hierbei ihr erstes WM-Tor.
Am 8. April 2018 bestritt sie gegen Australien ihr 100. Länderspiel. Am 28. Februar 2019 erzielte sie gegen Argentinien ihr 50. Länderspieltor.
Am 5. Juli 2023 wurde sie für die WM 2023 nominiert.

## Erfolge und Auszeichnungen
Erfolge
- Zypern-Cup-Finalist 2017
- Peace-Queen-Cup-Sieger 2010
- 2011, 2012, 2013: Japanische Meisterschaft (INAC Kōbe Leonessa)
- 2011, 2012, 2013: Japanischer Pokal (INAC Kōbe Leonessa)
- 2013: Gewinn des mobcast Cup (INAC Kōbe Leonessa)
- 2015, 2017, 2017/18, 2019/20: Englische Meisterschaft (Chelsea LFC)
- 2015, 2017/18: Englischer Pokal (Chelsea LFC)
- 2019/20: WSL-Pokal

Auszeichnungen
- 2010, 2011, 2013, 2014: Südkoreas Fußballspielerin des Jahres
- 2013: Asiens Fußballspielerin des Jahres